# Mogrenda
Mogrenda är en tätort i Stads kommun i Vestland fylke i västra Norge. Orten ligger nära vägskälet där Europaväg 39 och riksväg 15 möter riksväg 651, öster om kommunens centralort Nordfjordeid.
Tidigare har orten tillhört dåvarande Eids kommun i Sogn og Fjordane fylke.